# کوه کریستی (واشنگتن)
کوه کریستی (به انگلیسی: Mount Christie) یک کوه در ایالات متحده آمریکا است که در واشینگتن واقع شده‌است. کوه کریستی ۱٬۸۸۳٫۹۹ متر بالاتر از سطح دریا واقع شده‌است.